# جان آر. آلن
جان آر. آلن، (زاده ۱۵ دسامبر ۱۹۵۳) یک ژنرال چهارستاره بازنشسته نیروی تفنگداران دریایی ایالات متحده آمریکا است. او نامزد ناتو برای فرمانده عالی متفقین، اروپا در اوایل سال ۲۰۱۳ بود. با این حال، او تصمیم گرفت به دلایل خانوادگی بازنشستگی خود از ارتش را اعلام کند. او فرمانده نیروهای بین‌المللی کمک به امنیت و نیروهای آمریکایی در افغانستان از ژوئیه ۲۰۱۱ تا فوریه ۲۰۱۳ بود.
ژنرال آلن همچنین از ۲۰۰۶ تا ۲۰۰۸ معاونت فرماندهی عملیات در استان انبار عراق را به عهده داشت و در همین زمان مسوول هماهنگی با عشایر سنی برای شکل دادن جبهه‌ای در برابر القاعده بود.

یک روز پس از انتشار فیلم سربریدن جیمز فولی، خبرنگار آمریکایی، به دست نیروهای داعش، ژنرال آلن در یادداشتی که روز ۲۰ اوت ۲۰۱۴ در یک نشریه نظامی آمریکایی منتشر شد نوشت: 
اگر تا به حال همه اقدامات دولت اسلامی به اندازه کافی شنیع نبود حالا این اقدام و پتانسیلی که این گروه برای انجام کارهای مشابه دارد توجه آمریکا را به سرعت به سوی تهدید دولت اسلامی جلب خواهد کرد.